# Dark Magus
Albums de Miles Davis
Water Babies
(1976) Circle in the Round
(1979)
Dark Magus est un double album du compositeur et trompettiste de jazz américain Miles Davis. Il a été enregistré en public, le 30 mars 1974, au Carnegie Hall, une salle de concert new-yorkaise.

## Titres de l’album
Toute la musique est composée par Miles Davis.
Face 1
1. Dark Magus – Moja – 25:24
2. Dark Magus – Wili – 25:08

Face 2
1. Dark Magus – Tatu – 25:20
2. Dark Magus – Nne – 25:32

## Musiciens
- Miles Davis – Trompette, orgue électronique Yamaha  ("Wili", "Tatu", and "Nne")
- Dave Liebman – Saxophone soprano, saxophone ténor
- Azar Lawrence – Saxophone ténor ("Tatu", "Nne")
- Pete Cosey – Guitare électrique
- Reggie Lucas – Guitare électrique
- Dominique Gaumont – Guitare électrique ("Tatu", "Nne")
- Michael Henderson – Basse électrique
- Al Foster – Batterie
- James Mtume Foreman – Percussions